# Queen's Club Championships 2014
I Queen's Club Championships 2014, noti anche come AEGON Championships per motivi di sponsorizzazione, sono stati un torneo di tennis su campi di erba, facente parte dell'ATP World Tour 250 Series, nell'ambito dell'ATP World Tour 2014. È stata la 121ª edizione dell'evento, e si è giocato nell'impianto del Queen's Club a Londra, in Inghilterra, dal 9 al 15 giugno 2014.

## Singolare

### Teste di serie
| Nazionalità | Giocatore            | Ranking* | Testa di serie |
| ----------- | -------------------- | -------- | -------------- |
| Svizzera    | Stan Wawrinka        | 3        | 1              |
| Rep. Ceca   | Tomáš Berdych        | 6        | 2              |
| Regno Unito | Andy Murray          | 8        | 3              |
| Bulgaria    | Grigor Dimitrov      | 12       | 4              |
| Francia     | Jo-Wilfried Tsonga   | 14       | 5              |
| Lettonia    | Ernests Gulbis       | 17       | 6              |
| Sudafrica   | Kevin Anderson       | 20       | 7              |
| Ucraina     | Aleksandr Dolhopolov | 21       | 8              |
| Croazia     | Marin Čilić          | 26       | 9              |
| Spagna      | Feliciano López      | 27       | 10             |
| Canada      | Vasek Pospisil       | 31       | 11             |
| Russia      | Dmitrij Tursunov     | 32       | 12             |
| Francia     | Nicolas Mahut        | 40       | 13             |
| Francia     | Jérémy Chardy        | 42       | 14             |
| Rep. Ceca   | Radek Štěpánek       | 43       | 15             |
| Francia     | Julien Benneteau     | 45       | 16             |

* Le teste di serie sono basate sul ranking al 26 maggio 2014.

### Altri partecipanti
I seguenti giocatori hanno ricevuto una wild card:
- Marcos Baghdatis
- Daniel Cox
- Daniel Evans
- Stan Wawrinka
- James Ward

I seguenti giocatori sono passati dalle qualificazioni:

- Daniel Brands
- James Duckworth
- Farrukh Dustov
- Marsel İlhan

## Doppio

### Teste di serie
| Nazione     | Giocatore         | Nazione     | Giocatore              | Rank1 | Testa di serie |
| ----------- | ----------------- | ----------- | ---------------------- | ----- | -------------- |
| Stati Uniti | Bob Bryan         | Stati Uniti | Mike Bryan             | 2     | 1              |
| Austria     | Alexander Peya    | Brasile     | Bruno Soares           | 6     | 2              |
| Canada      | Daniel Nestor     | Serbia      | Nenad Zimonjić         | 15    | 3              |
| Francia     | Michaël Llodra    | Francia     | Nicolas Mahut          | 29    | 4              |
| India       | Rohan Bopanna     | Pakistan    | Aisam-ul-Haq Qureshi   | 35    | 5              |
| Filippine   | Treat Conrad Huey | Regno Unito | Dominic Inglot         | 43    | 6              |
| Francia     | Julien Benneteau  | Francia     | Édouard Roger-Vasselin | 50    | 7              |
| Regno Unito | Colin Fleming     | Polonia     | Marcin Matkowski       | 57    | 8              |

* La classifica per determinare le teste di serie è del 26 maggio 2014

### Altri partecipanti
Le seguenti coppie hanno ricevuto wildcards per entrare nel tabellone principale:
- Daniel Evans /  James Ward
- Ken Skupski /  Neal Skupski

## Campioni

### Singolare
Grigor Dimitrov ha sconfitto in finale  Feliciano López per 6(8)–7, 7-6(1), 7–6(6).

### Doppio
Alexander Peya /  Bruno Soares hanno sconfitto in finale  Jamie Murray /  John Peers per 4-6, 7–6(4), [10-4]